# Кертис F9C
Кертис F9C (енгл. Curtiss F9C Sparrowhawk) је амерички вишенаменски ловац. Први лет авиона је извршен 1932. године. 

Највећа брзина авиона при хоризонталном лету је износила 283 km/h.
Распон крила авиона је био 7,75 метара, а дужина трупа 6,75 метара. Празан авион је имао масу од 947 килограма. Нормална полетна маса износила је око 1256 килограма. Био је наоружан са два синхронизована митраљеза калибра 7,62 mm на трупу авиона.

## Наоружање
| Наоружање авиона: Кертис       |      |
| Ватрено (стрељачко) наоружање  |      |
| Топ                            |      |
| Митраљез                       |      |
| Број и ознака митраљеза        | 2    |
| Калибар                        | 7,62 |
| Бомбардерско наоружање (бомбе) |      |
| Ракетно наоружање (ракете)     |      |